# رشاد سليم
راشد نزار سليم فنان وناشط عراقي ولد في الخرطوم، السودان عام 1957.

## حياته
ولد رشاد سليم في العاصمة السودانية الخرطوم لأب عراقي وأم ألمانية. كان سليم كثير التنقل قبل أن يستقر في العراق عام 1971. درس الفنون التخطيطية (graphic arts ) في معهد الفنون الجميلة في بغداد في عام 1980، انتقل بعدها إلى لندن لدراسة السمعية بصري في كلية سانت مارتن للفنون في عام 1983. خلال العامين 1977 و1978 أصبح سليم عضو في بعثة مركب القصب النرويجي ثور هيردهال من نهر دجلة إلى جيبوتي.
كان لترحاله وإقامته في دول عدة أثر في عمله، وكان الطقس الثقافي لكل من تونس والمغرب واليمن والمملكة المتحدة حاضراً في أعماله. عمل سليم في التعليم ومستشاراً فنياً في الأمم المتحدة.
تربى سليم في عائلة فنية فعمه الراحل جواد سليم رائد الفن المعاصر في العراق. وهو أصغر عضو في عائلة سليم الفنية وعضو أيضاً في the Strokes of Genius project.
يعيش رشاد سليم ويعمل في إنجلترا.

## وصلات خارجية
- برامج / عراقيون في المهجر - ضيف الحلقة: الفنان التشكيلي رشاد نزار سليم، إذاعة العراق الحر
- http://www.timeout.com/london/art/event/198172/rashad-salim